# Quả cầu tuyết Trái Đất
Quả cầu tuyết Trái Đất đề cập tới giả thuyết rằng bề mặt Trái Đất từng hầu như hay hoàn toàn bị đóng băng ít nhất một lần trong ba giai đoạn từ 650 tới 750 triệu năm trước. Cộng đồng địa chất nói chung chấp nhận giả thuyết này bởi nó giải thích một cách tốt nhất các trầm tích cặn nói chung được coi là có nguồn gốc băng hà tại các vĩ độ nhiệt đới cổ và các đặc điểm bí ẩn khác trong hồ sơ địa chất. Những người phản đối giả thuyết nghi ngờ những hàm ý bằng chứng địa chất về quả cầu tuyết Trái Đất, khả năng địa vật lý của một đại dương bị băng hay tuyết bao phủ, và sự khó khăn khi thoát khỏi một điều kiện đóng băng hoàn toàn. Có một số câu hỏi vẫn chưa được giải đáp, gồm cả việc liệu Trái Đất có phải đã từng là một quả cầu tuyết hoàn toàn hay là một "quả cầu nước gần đóng băng" với một dải xích đạo hẹp mở (hay mở theo mùa).
Khung thời gian địa chất theo suy đoán diễn ra ngay trước sự tăng cao bất ngờ của các hình thức sự sống trên Trái Đất được gọi là bùng nổ kỷ Cambri và có thể đã dẫn tới sự sống đa bào trên Trái Đất.

## Lịch sử
Sir Douglas Mawson (1882–1958), một nhà địa chất và thám hiểm Nam Cực người Australia đã bỏ hầu hết thời gian trong sự nghiệp của mình nghiên cứu địa tầng học đại Tân Nguyên sinh của miền Nam Australia nơi ông phát hiện những trầm tích băng hà dày và lớn và ở cuối cùng đã dự đoán khả năng đóng băng của Trái Đất.
Tuy nhiên, các ý tưởng Trái Đất đóng băng của Mawson dựa trên sự giả thiết sai lầm rằng vị trí địa lý của Australia, và của các lục địa khác nơi các trầm tích băng hà vĩ độ thấp được tìm thấy, luôn không thay đổi theo thời gian. Với sự tiến bộ của các giả thuyết trôi dạt lục địa, và cuối cùng là lý thuyết đĩa kiến tạo, một sự giải thích dễ dàng hơn cho trầm tích băng hà xuất hiện—chúng đã lắng xuống ở một thời điểm trong lịch sử khi các lục địa ở các vĩ độ cao hơn.
Năm 1964, ý tưởng băng giá trên phạm vi toàn cầu tái xuất hiện khi W. Brian Harland xuất bản một bài viết trong đó ông trình bày dữ liệu từ trường cổ cho thấy rằng những glacial tillites tại Svalbard và Greenland đã lắng đọng tại những vĩ độ nhiệt đới. Từ dữ liệu từ trường cổ này, và bằng chứng trầm tích học rằng những trầm tích băng hà làm đứt đoạn những sự tiếp nối của đã thường đi liền vời các vĩ độ nhiệt đới hay ôn hoà, ông cho rằng thời kỳ băng hà đó mạnh mẽ tới mức tạo nên sự trầm lắng của đá băng hà biển tại các vùng nhiệt đới.
Trong những năm 1960, Mikhail Budyko, một nhà khí hậu học người Nga, đã phát triển một mô hình khí hậu cân bằng năng lượng đơn giản để xem xét hiệu ứng của việc băng bao phủ trên khí hậu Trái Đất. Sử dụng mô hình này, Budyko thấy rằng nếu các phiến băng tiến tới xa ra khỏi các vùng cực đủ lớn một sự hoàn ngược tiếp nối theo đó sự phản chiếu (suất phân chiếu) gia tăng của băng dẫn tới sự lạnh thêm và sự hình thành thêm băng cho tới khi toàn bộ Trái Đất bị bao phủ trong băng và ổn định trong một trạng thái cân bằng bao phủ băng mới. Tuy mô hình của Budyko cho thấy rằng suất phân chiếu băng ổn định này có thể diễn ra, ông kết luận rằng nó chưa từng xảy ra, bởi mô hình của ông không cho thấy khả năng thoát khỏi một kịch bản như vậy.
Thuật ngữ "Quả cầu tuyết Trái Đất" (Snowball Earth) được đặt ra bởi Joseph Kirschvink, một giáo sư cổ sinh vật học tại Viện Công nghệ California, trong một bài viết ngắn xuất bản năm 1992 trong một tập sách dày liên quan tới sinh vật học của Đại nguyên sinh. Những đóng góp lớn của tác phẩm này là: (1) sự ghi nhận sự hiện diện của những sự hình thành sắt dải phù hợp với một giai đoạn băng hà như vậy và (2) việc đưa ra một cơ cấu để thoát khỏi mô hình Quả cầu tuyết Trái Đất—sự tích tụ Bản mẫu:Co2 khí thoát ra từ núi lửa dẫn tới một hiệu ứng siêu khí nhà kính.
Sự quan tâm tới lý thuyết Quả cầu tuyết Trái Đất gia tăng nhanh chóng sau khi Paul F. Hoffman, giáo sư địa lý tại Đại học Harvard, người đã áp dụng các ý tưởng của Kirschvink vào một chuỗi các trầm tích Đại nguyên sinh tại Namibia, tăng khả năng cho giả thuyết bằng cách đưa vào các khám phá như sự xuất hiện của mũ carbonate, và xuất bản các kết quả của chúng trong tạp chí Science năm 1998.
Hiện tại, các khía cạnh của các giả thuyết vẫn đang gây tranh cãi và nó đang bị tranh luận dưới sự bảo trợ của Chương trình Khoa học Địa chất Quốc tế (IGCP) Dự án 512: Các kỷ Băng hà Đại nguyên sinh.

## Bằng chứng
Giả thuyết Quả cầu tuyết Trái Đất ban đầu được đưa ra để giải thích sự hiện diễn rõ ràng của các dòng sông băng tại các vĩ độ nhiệt đới. Mô hình cho rằng một khi các dòng sông băng trải dài tới trong 30°Của xích đạo, một sự hoàn ngược suất phân chiếu băng (ice-albedo feedback) sẽ dẫn tới việc băng nhanh chóng tiến tới xích đạo.* Vì thế, sự hiện diện của các trầm tích băng dường như bên trong các chí tuyến có vẻ chỉ ra sự bao phủ băng toàn cầu.
Vì thế, điều mấu chốt cho một sự đánh giá khả năng của lý thuyết là một sự thấu hiểu độ tin cậy và tầm quan trọng của bằng chứng dẫn tới niềm tin rằng băng từng bao phủ tới các chí tuyến. Bằng chứng này phải chứng minh hai điều:
1. rằng một lòng sông có chứa các cấu trúc trầm tích mà chỉ có thể đã được tạo ra bởi hoạt động băng;
2. rằng lòng sông nằm bên trong các chí tuyến khi nó có trầm tích.

Trong một giai đoạn băng hoá toàn cầu, nó cũng phải được chứng minh rằng
3. các dòng sông băng hoạt động tại các địa điểm toàn cầu khác nhau trong cùng thời điểm, và rằng không có những trầm tích khác cùng thời kỳ tồn tại.
Điểm cuối cùng rất khó để chứng minh. Trước Ediacaran, các dấu vết sinh học địa tầng thường được sử dụng để làm quan hệ tương quan không tồn tại; vì thế không có cách nào để chứng minh rằng đá ở các địa điểm khác nhau trên khắp thế giới đã lắng đọng trong cùng thời gian. Điều tốt nhất chúng ta có thể làm được là ước tính tuổi của đá bằng các biện pháp phóng xạ, vốn hiếm khi có độ chính xác kém hơn vài triệu năm.
Hai điểm đầu tiên thường là nguồn lý luận trên một cơ sở cho từng trường hợp. Nhiều đặc điểm băng hà có thể cũng được tạo ra bởi các biện pháp phi băng hà, và ước tính vĩ độ của các khối lục địa thậm chí nhỏ như 200 triệu năm trước có thể gặp nhiều khó khăn.

### Từ tính cổ
Giả thuyết Quả cầu tuyết Trái Đất lần đầu tiên được đưa ra để giải thích cái mà khi ấy được coi là các trầm tích băng hà gần xích đạo.
Bởi các lục địa trôi dạt theo thời gian, việc xác định chắc chắn vị trí của chúng ở một thời điểm cho trước trong lịch sử không phải không quan trọng. Ngoài việc xem xét các lục địa sẽ được chắp nối với nhau thế nào, vĩ độ nơi một viên đá lắng đọng có thể được xác định bằng từ tính cổ.
Khi đá trầm tích hình thành, các khoáng chất từ tính bên trong chúng thường có xu hướng tự sắp đặt theo từ trường Trái Đất. Qua việc đo đạc chính xác từ tính cổ này, có thể ước tính vĩ độ (nhưng không tính được kinh độ) nơi viên đá hình thành. Các đo đạc từ tính cổ đã cho thấy một số trầm tích có nguồn gốc băng hà trong đá Neoproterozoic đã lắng đọng bên trong 10 độ của xích đạo, dù mức độ chính xác của sự tái hiện này vẫn bị nghi ngờ.
Vị trí từ tính cổ này của các trầm tích băng hà hiển nhiên (như các dropstone) đã được lấy để cho rằng các dòng sông băng đã mở rộng tới mức độ mực nước biển tại các vĩ độ nhiệt đới. Vẫn không rõ liệu điều này có thể được lấy để ngụ ý về một tình trạng đóng băng toàn cầu, hay sự tồn tại của các chế độ băng hà có địa điểm, có thể nằm kín trong lục địa. Những người khác thậm chí còn cho rằng hầu hết dữ liệu không ngăn cản bất kỳ trầm tích băng hà nào tới trong 25°Của xích đạo.
Những người hoài nghi cho rằng dữ liệu từ tính cổ có thể bị sai lạc nếu từ trường Trái Đất từng khác biệt so với ngày nay. Dự trên tỷ lệ lạnh đi của lõi Trái Đất, có thể trong thời Đại nguyên sinh, từ trường của nó không gần giống một sự phân bố lưỡng cực, với một Cực bắc và Cực nam gần thẳng hàng với trục của Trái Đất như ngày nay. Thay vào đó, một lõi nóng hơn có thể đã lan truyền mạnh hơn và có thể dẫn tới sự phát sinh 4, 8 hay nhiều hơn số cực. Dữ liệu từ tính cổ khi ấy phải được giải thích lại như các phần tử có thể sắp xếp hướng về một 'Cực Tây' thay vì Cực bắc.
Một điểm yếu khác của việc dựa trên dữ liệu từ tính cổ là sự khó khăn trong việc quyết định liệu tín hiệu từ trường ghi được là nguyên gốc, hay liệu nó đã được sắp đặt lại bởi hoạt động sau này. Ví dụ, một ngọn núi phát sinh Bản mẫu:Wict sẽ tạo ra nước nòng như một sản phẩm phụ của các phản ứng biến dạng; nước này có thể chảy tới những vỉa đá cách xa hàng nghìn kilômét và sắp đặt lại tín hiệu từ trường của chúng. Điều này dẫn tới việc tính chất xác thực của đã có tuổi hơn vài triệu năm sẽ khó để được xác định mà không có những quan sát khoáng vật học kỹ lưỡng.
Hiện chỉ có một trầm tích, trầm tích Elatina của Australia, rõ ràng đã lắng đọng tại các vĩ độ thấp; thời điểm lắng đọng của nó được xác định khá rõ, và tín hiệu rõ ràng là nguyên thủy.